# Emma Ania
Emma Ania, född den 7 februari 1979, är en brittisk friidrottare som tävlar i kortdistanslöpning.
Ania deltog vid VM 2005 i Helsingfors där hon blev utslagen i kvartsfinalen på 100 meter. Hon var i final på 100 meter vid Samväldesspelen 2006 där hon slutade på en åttonde plats. 
Hon deltog vidare vid EM 2006 där hon blev utslagen i semifinalen. Däremot ingick hon i det brittiska laget på 4 x 100 meter som slutade tvåa bakom Ryssland.

## Personliga rekord
- 100 meter - 11,21